# سيدنا محمدو ليمامو لاي
سيدنا محمدو ليمامو لايي (1843-1909 م) هو مؤسس الطريقة الصوفية اللاينية. بعد وفاة والدته أعلن نفسه المهدي في 24 أيار 1884 م. وقد أثار هذا جدلًا واسعًا بين الفرنسيين والعديد من المسلمين المحافظين. وأكدت رسالته على النظافة والصلاة والصدقة والعدالة الاجتماعية، وفسَّرت أنه والد سيدنا عيسى روح اللهي والجد الأكبر لسيدنا حبيبو وكيا لايي.

## طالع أيضًا
- قائمة مُدعي المهدية

## روابط خارجية
- الموقع الرسمي للاينية

1. ↑  مذكور في: قاموس الأعلام الأفارقة. الناشر: دار نشر جامعة أكسفورد. لغة العمل أو لغة الاسم: الإنجليزية. تاريخ النشر: 2012.
2. ↑  مذكور في: ملف استنادي متكامل. مُعرِّف الملف الاستنادي المُتكامِل (GND): 1029457360. الوصول: 16 أكتوبر 2015. لغة العمل أو لغة الاسم: الألمانية. المُؤَلِّف: مكتبة ألمانيا الوطنية.